# Gonocalyx concolor
Gonocalyx concolor là một loài thực vật có hoa trong họ Thạch nam. Loài này được Nevling mô tả khoa học đầu tiên năm 1970.